# Klubi i Futbollit Turbina Cërrik
Il Klubi i futbollit Turbina Cërrik, (albanese per Club di calcio Fraternità), meglio noto come Turbina Cerrik, è una società calcistica albanese con sede nella città di Cërrik. Milita in Kategoria e Parë, la seconda divisione del campionato albanese di calcio.

## Storia
Il club è stato fondato nel 1956 come Puna Cërrik, durante un periodo in cui il regime comunista al potere aveva ordinato alla maggior parte dei club in Albania di chiamarsi Puna, che significa lavoro in albanese.
Il club fu ribattezzato Turbina Cërrik nel 1958 e fu un club amatoriale per gran parte della sua storia iniziale, giocando nei campionati inferiori prima di raggiungere il secondo posto nella stagione 1982-83 di Kategoria e Dytë e ottenere la promozione in Kategoria e Parë, per la prima volta nella sua storia.
Nella stagione d'esordio nella Kategoria e Parë, il Turbina termina settimo, ma fu retrocesso la stagione successiva dopo aver terminato ultimo in classifica.
Il Turbina è tornato in seconda divisione dopo aver vinto il Kategoria e Dytë 1987-1988, il primo trofeo in assoluto del club.
Il club è diventato una squadra fissa in seconda divisione e ha concluso costantemente a metà classifica prima di subire la retrocessione dopo essere arrivato ultimo nel Gruppo C della Kategoria e Parë 1997-98.
Il club ha trascorso quattro anni nella Kategoria e Dytë prima di ottenere nuovamente la promozione in seconda divisione nel 2002, ma alla fine della stagione 2002-2003 è stato retrocesso in terza divisione.
Turbina ha vinto la Kategoria e Dytë per la seconda volta nel 2005 ed è stata promossa di nuovo alla Kategoria e Parë in vista della stagione 2005-2006 Kategoria e Parë.